# 상근이
상근이(2004년 4월 16일 ~ 2014년 4월 11일)는 KBS 예능 1박 2일 멤버들과 동행하여 상당한 인기를 얻은 개이고 본명은 허비이다. 방송에서의 상근이라는 이름은 1박 2일 첫 회 출연당시 지상렬이 지어준 애칭이다. 인기에 힘입어 여러 방송과 광고에 출연하였다. 상근이가 주인공으로 등장하는 창작동화 '상근아 놀자!'가 나오기도 했고, 이 동화는 '상근이가 떴다'라는 이름의 만화로도 만들어졌다.
MBC의 드라마 <아현동 마님>에서 '설국이'로 출연한 바 있다.
상근이의 주인은 이삭애견훈련소의 이웅종 소장으로, 1박 2일에서의 출연료는 일당 40만원을 받은 것으로 알려져 있다. 상근이는 주로 액션씬과 제작진이 붙여주는 자막으로 시청자들의 인기를 얻었다. 2008년 서울 한강 둔치 편에서 실시된 멤버 인기 투표에서 이승기에 이어 2위를 차지하기도 했다. 견종 특성상 상대적으로 하계 시즌에는 비중이 적고 동계 시즌에 투입 비중이 높은 편이었다. 수명이 길지 않은 개의 특성상 고령으로 인해 출연을 자제하였으며 2011년 4월 7일자로 정규 방송에서 하차하였다. 2014년 초 경에 괴사성 비만세포종을 앓다가 2014년 4월 11일 오후 1시경에 세상을 떠났다. 아들인 상돈이와 호야가 각각 1박 2일 시즌 1과 시즌 3에 출연한 바 있다.
상근이는 2014년 4월 11일 사망했다.

## 출연 작품
- 《마음이 2》
- 《아현동 마님》
- 《해피선데이 - 1박 2일》
- 《광주의 아들》

### 광고
상근이는 1박 2일의 인기에 힘입어 광고에도 출연하였다. 아래는 상근이가 출연한 광고 목록이다.
- LG전자 《아이스크림폰》
- KT테크 《몽글몽글폰》
- 애경 S.T. 《홈즈 에어후레쉬》
- 아웃백 스테이크하우스 《현빈의 라디오방송 편》
- 잉글리쉬 무무
- 펫앤바이오 《뉴트리플러스젠》
- 롯데제과 《월드콘》
- BHC 치킨 《은지원, MC몽 편》
- 현대자동차 투싼 2009 《송승헌 편》